# Raúl Ramírez
Raúl Carlos Ramírez Lozano (født 20. juni 1953 i Ensenada, Baja California, Mexico) er en tennisspiller fra Mexico. Han var blandt verdens bedste tennisspillere i 1970'erne og vandt i løbet af sin karriere tre grand slam-titler i herredouble: French Open i 1975 og 1977 samt Wimbledon-mesterskabet i 1976 – alle tre med Brian Gottfried som makker.
Han vandt 60 ATP-turneringer i double og 19 ATP-singletitler. Singletitlerne i Rom i 1975 og Monte-Carlo i 1978 var hans største i karrieren.
Ramírez var nr. 1 på ATP's verdensrangliste i herredouble i 62 uger fordelt på tre perioder i 1976-77, heraf 54 uger i træk fra den 12. april 1976 til den 24. april 1977. I single opnåede han sin bedste placering som nr. 4 den 7. november 1976.